# Christian Ehrnstén
Carl Christian Håkan Ehrnstén, ursprungligen Johansson, född 21 februari 1983 i Linköpings församling i Östergötlands län, är en svensk skådespelare. 

## TV/Film
- 2014 - 'Hur man stoppar ett bröllop',[2] långfilm, huvudroll 'Philip', regi: Drazen Kuljanin [3]
- 2012 -  'EX-it', webserie, div. huvudroller,[4]
- 2012 -  'Réve Noir', kortfilm, huvudroll 'Mannen', regi: Manolo Diaz Rämö
- 2008, 2009, 2010 -  'Barda (TV-program)', roller 'Orch' & 'Soldat', SVT Malmö[5] SVT Malmö
- 2008 -  'Sportpappan', kortfilm, producent: Splinter Arts
- 2008 -  'Airline', roll 'Pilotmannen', kortfilm, regi: Patrik Forsell
- 2006 -  'Synd Sten', huvudroll 'Sten', kortfilm, regi: Karl Ekström (IHTV)
- 2016 - Tretti plus. (TV-serie).

## Teater[6]
- 2011 - 'Dessa jävla människor',[7] huvudroll 'Kent', Teater Papillon
- 2009 - 'Closer', huvudroll 'Dan Woolf', Teater Papillon
- 2009 - 'Dan Då Dan Dog', huvudroll 'Herbert' & roll 'Prästpappan', MAF, regi: Linda Forsell
- 2008 - 'In Expectatione Mortis', roll 'Förövaren', regi: Ida Wahlgren, Medeltidsveckan i Visby
- 2007 - 'Eter', roll 'David', Teater Element, regi: Linda Forsell
- 2007 - 'Först föds man ju', huvudroll 'Tjutberg', Wendelsbergs Teater, regi: Elin James & Linnea Benneberg
- 2007 - 'Häxorna', roll 'Mr Jenkins' & 'Häxa', Wendelsbergs Teater, regi: Bo Widell